# Banyutus shimba
Banyutus shimba är en insektsart som beskrevs av Douglas E. Kimmins 1956. Banyutus shimba ingår i släktet Banyutus och familjen myrlejonsländor. Inga underarter finns listade i Catalogue of Life.